# David Horovitch
David Horovitch (Londres, Inglaterra, 11 de agosto de 1942) es un actor británico. Sus papeles más importantes han sido el del Dr. Pavlov en 102 dálmatas y el del Gran Maestre Mellos en La casa del dragón, desde 2022.

## Filmografía
- 2000: 102 dálmatas